# リー・ハスデル
リー・ハスデル（Lee Hasdell、1966年12月13日 - ）は、イギリスの男性総合格闘家。
キックボクシングをベースとした打撃を武器にリングスで活躍。後にリングス・イギリスの設立に併せて代表に就任。グラウンドでの防御技術も向上して総合格闘家として成長。1990年代後半頃は、リングス若手選手（主に滑川康仁）の壁的存在としての地位を築いた。現在はリングス・イギリスにて後進の指導をしている。

## 来歴
- 1996年2月 - リングスの初陣。オランダ興行でアンドレ・マナートと引き分け。
- 1997年2月 - 同じくオランダ興行でハンス・ナイマンと対戦し、フロント・ネックロックで敗北。
- 1997年4月 - 初来日し、ショーン・マッコーリーにネックロックで勝利。
- 1997年10月 - トーナメントでは、1回戦でヨープ・カステルに敗北。

以降は頻繁にリングスの興行に参加する。
- 1998年5月 - 札幌で金原弘光に判定負け。
- 1998年9月 - 横浜では山本喧一（当時健一）にKO勝ち。
- 1998年10月 - 母国イギリスで初のリングス興行を開催。そのメインイベントで金原と再戦。またも判定負けを喫した。
- 1999年 - リングス若手選手と多く対戦。立て続けに勝利を収めた。
  - 3月 滑川康仁（KO勝ち）
  - 4月 上山龍紀（上山の反則負け）
  - 8月 この日がデビュー戦のリングス・オランダのリカルド・フィエート（KO勝ち）
- 1999年10月 - 第1回KOKトーナメントに出場。1回戦ではラバザノフ・アフメッドをKOで下すも、2回戦でレナート・ババルに判定負け。
- 2001年末 - リングス最後の興行である無差別級トーナメントに出場。1回戦で跳び膝蹴りでKO勝利し2回戦進出。当時リングス・ロシアに所属していたエメリヤーエンコ・ヒョードルと対戦し、ネックロックで敗北。

## 戦績
| 総合格闘技 戦績 | 総合格闘技 戦績 | 総合格闘技 戦績 | 総合格闘技 戦績 | 総合格闘技 戦績 | 総合格闘技 戦績 | 総合格闘技 戦績 |
| --------------- | --------------- | --------------- | --------------- | --------------- | --------------- | --------------- |
| 24 試合         | (T)KO           | 一本            | 判定            | その他          | 引き分け        | 無効試合        |
| 9 勝            | 5               | 3               | 0               | 1               | 1               | 0               |
| 14 敗           | 5               | 6               | 3               | 0               | 1               | 0               |

## スタイル
キックボクシングをベースとした打撃が武器。キックを得意とする。リングスで戦っていく上で、グラウンド状態のディフェンスを強化し、総合格闘家として成長していく。しかし、グラウンド時の攻撃に乏しく、また変化に反比例して打撃での攻撃力が低下してしまい器用貧乏な面も。レナート・ババルに判定負けを喫した要因も、スタンド時の打撃で優位に立てなかったことによる。

## エピソード
- 左の胸に彫られた刺青がトレードマーク。漢字一文字で「馬」と彫られている。
- 祖国では200人以上の弟子を持つほどの実力者である(キックボクサーのマット・スケルトンもPRIDEに参戦が決定した際、彼の元でMMAのトレーニングに励んでいたが急なオファーだった為にレスリングの練習しか出来なかったという。)。その一方で向上心も高く、自腹でリングスの前田道場に留学し、リングスジャパンに所属する選手達とトレーニングを積んだ。